# Rue Octave-Feuillet (Toulouse)
Pour les articles homonymes, voir Rue Octave-Feuillet.
La rue Octave-Feuillet est une voie de Toulouse, chef-lieu de la région Occitanie, dans le Midi de la France.

## Situation et accès

### Description
La rue Octave-Feuillet est une voie publique. Elle se trouve au nord du quartier de la Roseraie dans le secteur 4 - Est. 
La chaussée compte une seule voie de circulation automobile, à sens unique entre le chemin de Nicol et la rue Victor-Cousin, et à double-sens entre la rue Victor-Cousin et la rue Cambard. Il existe une bande cyclable entre le chemin de Nicol et la rue Victor-Cousin pour les cyclistes circulant à contre-sens des automobiles.

### Voies rencontrées
La rue Octave-Feuillet rencontre les voies suivantes, dans l'ordre des numéros croissants (« g » indique que la rue se situe à gauche, « d » à droite) :
1. Chemin de Gramont (g)
2. Chemin de Nicol (d)
3. Rue Victor-Cousin (d)
4. Rue Cambard

### Transports
La rue Octave-Feuillet est parcourue et desservie, entre le chemin de Nicol et la rue Victor-Cousin, par la ligne de bus 19. Elle est de plus parallèle à l'avenue d'Atlanta, où se trouvent les arrêts des lignes de bus 334376. La station de métro la plus proche est la station Argoulets sur la ligne de métro . 
La station de vélos en libre-service VélôToulouse la plus proche de la rue Octave-Feuillet est la station no 258 (avenue d'Atlanta/angle rue Cambard).

## Odonymie
La rue a été, en 1952, nommée en hommage à Octave Feuillet (1821-1890), romancier et dramaturge, membre de l'Académie française. Il fut un auteur prolifique qui rencontra le succès sous le Second Empire.

## Patrimoine et lieux d'intérêt
- no  57 : maison (1962).